# Indigénat

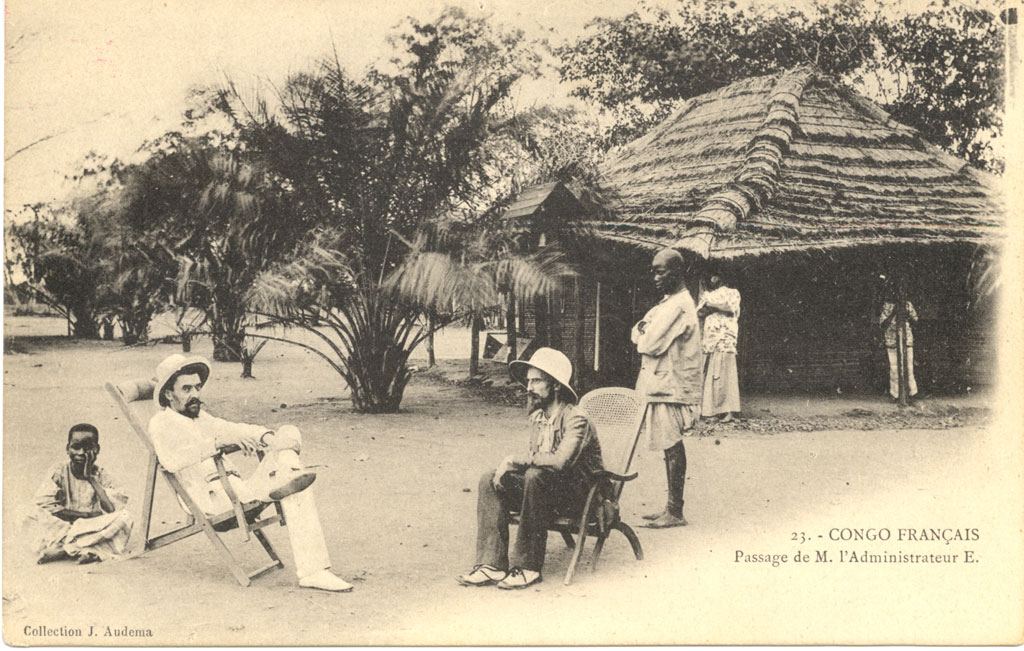
Un amministratore coloniale francese visita un villaggio del Congo francese, 1905

L'indigénat è una legislazione ed un insieme di pratiche utilizzate nei territori del secondo impero coloniale francese in vigore a partire dalla seconda metà del XIX secolo fino al secondo dopoguerra.
Questo insieme di norme è disomogeneo e benché si parli frequentemente di Code de l'indigénat non si tratta di un testo unico di leggi. L'indigénat viene discusso durante la Conferenza di Brazzaville nel 1944 e definitivamente abrogato nel 1946, sebbene alcune norme restarono in vigore fino all'indipendenza delle colonie.

## Storia
Questa legislazione viene adottata per prima in Algeria a partire dal 1834, confermata per legge nel 1881 e con successivi decreti estesa alle altre colonie francesi. Si tratta in sostanza di una giustizia amministrativa che si applica soltanto alle persone definite giuridicamente come indigènes. Non rispetta i principi generali del diritto francese, in particolare perché autorizza sanzioni a carattere collettivo, deportazioni di abitanti oltre che sanzioni di comportamenti che la legge ordinaria non proibisce, senza possibilità di appello né difesa.
Legislazioni analoghe ed elaborate sull'esempio francese furono usate nelle colonie britanniche, portoghesi, tedesche, italiane, belghe e olandesi.